# Melissa Auf der Maur
Melissa Gaboriau Auf der Maur (Montreal, 17 de marzo de 1972) es una bajista, guitarrista y cantante canadiense, excomponente de los grupos musicales Hole y The Smashing Pumpkins. Como solista, Melissa interpreta bajo el nombre artístico de Auf der Maur.

## Biografía
Nació el 17 de marzo de 1972 en la ciudad canadiense de Montreal, hija del periodista y político Nick Auf der Maur y de la traductora literaria Linda Gaboriau. Su lengua materna es el inglés, aunque posteriormente aprendió francés y español. Pasó parte de su niñez en Kenia junto a su madre, aunque rápidamente volvió a Montreal, donde estudió fotografía en la Concordia University.

### Hole y Smashing Pumpkins
Auf der Maur comenzó una relación de amistad con Billy Corgan, después de que ella se disculpara con él por la actitud de una amiga, quien lanzó una botella de cerveza a The Smashing Pumpkins durante un concierto en Canadá. Posteriormente, su grupo, Tinker, abrió la presentación de The Smashing Pumpkins en Montreal, el año 1993.
En 1994 Corgan le recomendó a Courtney Love la integración de Melissa a Hole como bajista, después de la muerte de Kristen Pfaff. Se integró a Hole dos semanas antes del Reading Festival, manteniéndose como miembro hasta la grabación del álbum Celebrity Skin. Finalmente abandonó el grupo el 20 de octubre de 1999.
Cuando en septiembre de 1999 D'arcy Wretzky abandonó The Smashing Pumpkins (tras la grabación de MACHINA/The Machines of God), Melissa fue invitada como bajista para la gira promocional Sacred and Profane. Además, ella apareció en los vídeos musicales de dos de los tres sencillos promocionales del álbum.
Después de la separación de The Smashing Pumpkins el 2 de diciembre de 2000, Auf der Maur participó como vocalista en un grupo tributo a Black Sabbath llamado Hand of Doom. También tocó junto al grupo The Chelsea en Los Ángeles.

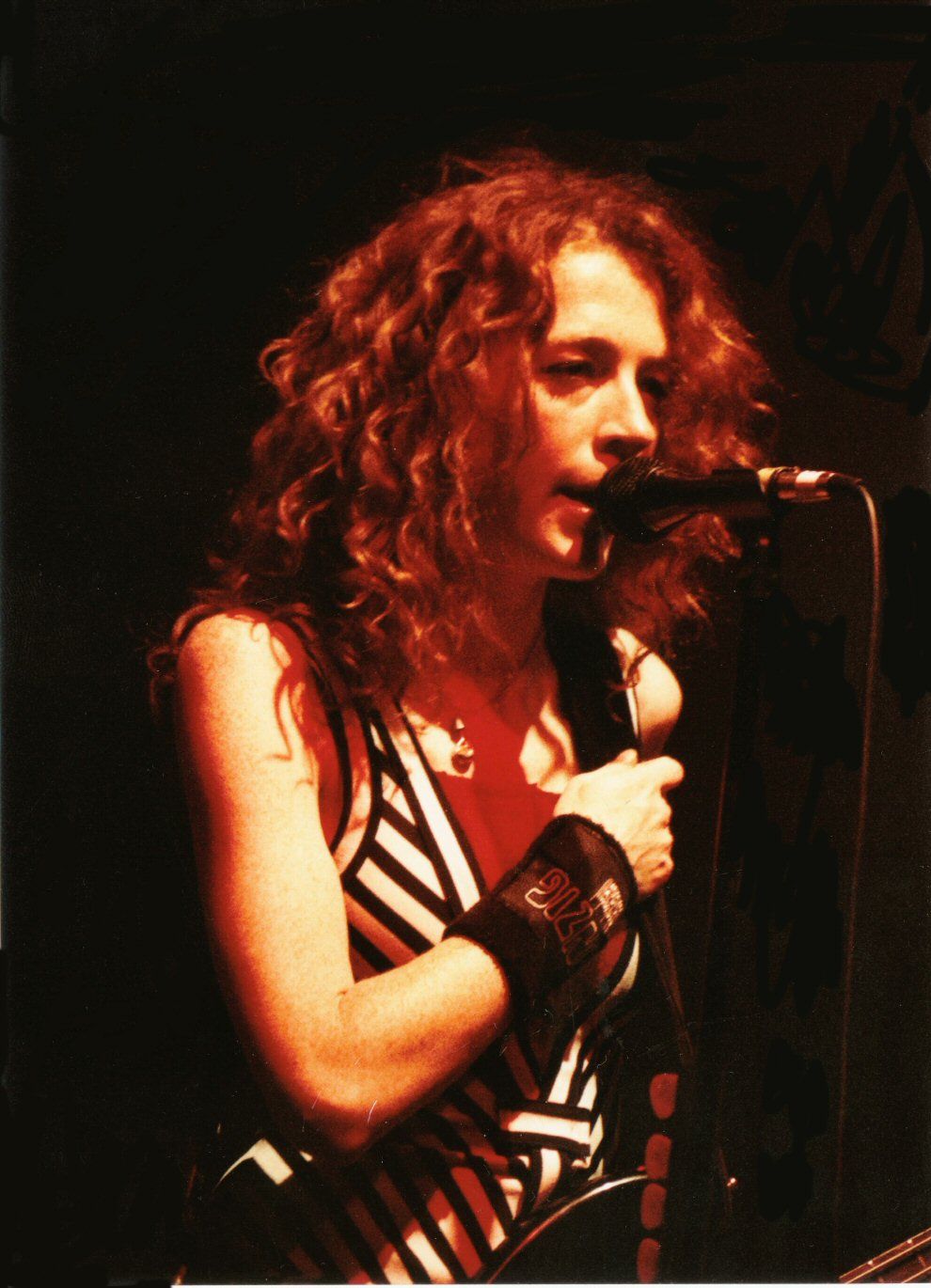
Melissa durante un concierto.

Melissa ha formado parte y ha tocado con dos de los grupos y cantantes más determinantes y polémicos del rock alternativo y grunge de los años 1990. Hole, junto a Courtney Love, y Smashing Pumpkins, junto a Billy Corgan. La pelirroja bajista afirma que:

mi época en Hole, de los 22 a 27, fue la más educativa y formativa en términos de lecciones para toda la vida. En Hole descubrí quien era y cuales eran mis valores. Aprendí a hacerme respetar. Cuando estás rodeada de gente realmente intensa, lo mejor que puedes hacer es levantarte y hacerte oír, sino te evaporas y acabas desplazada. En estos años aprendí a hacerme más dura.

Lo que aprendí, y más respeto de Billy y Courtney es la forma en que viven la vida. Ambos son muy honestos en términos de saber lo que quieren y como conseguirlo. Y yo digo bien por eso. Es como si hubiesen creado sus propios mundos, dos impresionantes planetas con de todo, y me invitaran a pasar un tiempo en ellos. Ahora tengo mi propio planeta, y soy la capitana, y los tiempos que pasé en sus planetas me prepararon para esto.

En The Smashing Pumpkins Melissa participó como bajista en la gira promocional Sacred and Profane.

### Carrera en solitario
En 2002, Melissa colaboró como vocalista en la canción "Le grand secret", en el álbum Paradize del grupo musical francés Indochine. Además, apareció en el video musical del mismo sencillo, junto con Nicola Sirkis. La canadiense contribuyó como vocalista en la canción "Do Miss America", del álbum Rock n Roll (2003), de Ryan Adams.
En noviembre de 2004, Auf der Maur participó en la gira promocional del álbum Love Metal de HIM. En el mismo año, participó en la gira promocional Put Out Your Lights de Matthew Good, abriendo las presentaciones de la gira.
En ese mismo año, Melissa inició su carrera en solitario bajo el nombre Auf der Maur, nombre que dio a su álbum debut lanzado por Capitol. El disco logró una gran aceptación, en parte, gracias a sus sencillos "Followed the Waves", "Real A Lie" y "Taste You".
En noviembre de 2008 aparece un EP, con tres canciones nuevas: "This Would be Paradise", que también da nombre al EP, "The Key" y "Willing Enabler".

## Discografía
Hasta la fecha, Melissa Auf der Maur ha publicado dos álbumes, Auf der Maur y Out of our Minds, además de un EP the nombre "This Would be Paradise".
Además, como bajista, Melissa Auf der Maur ha participado en el álbum Celebrity Skin de Hole y en el álbum Judas 0 de The Smashing Pumpkins. Como cantante, ha participado en el álbum Live in Los Angeles de Hand of Doom.

### Sencillos
| Año  | Título                     | Mejores posiciones | Mejores posiciones | Álbum            |
| Año  | Título                     | EUA Alt.           | UK                 | Álbum            |
| ---- | -------------------------- | ------------------ | ------------------ | ---------------- |
| 2004 | "Followed the Waves"       | 32                 | 35                 | Auf der Maur     |
| 2004 | "Real a Lie"               | —                  | 33                 | Auf der Maur     |
| 2004 | "Taste You"                | —                  | 51                 | Auf der Maur     |
| 2009 | "Out of Our Minds"         | —                  | —                  | Out of Our Minds |
| 2010 | "Meet Me on the Dark Side" | —                  | —                  | Out of Our Minds |